# Miss World 1951
A Miss World 1951 az 1. versenye volt az azóta évenkénti megrendezésű Miss World nemzetközi szépségversenynek. A Festival of Britain (magyarul kb. Britannia fesztiválja) nevű rendezvénysorozat részeként tartották meg július 29-én. Az eredeti tervek szerint csak egyszeri verseny lett volna, kimondottan a fesztivál miatt. A verseny egyszerű bikinis felvonulás volt, egy újságíró nevezte el Miss Worldnek, mivel a 21 brit versenyzőn kívül 5 nem brit résztvevője is volt. A Miss World 1951 volt a versenysorozat történetében az első és egyben utolsó alkalom is, hogy a győztest bikiniben koronázták meg. A versenyt a svéd Kiki Håkansson nyerte meg.

## Eredmény
| Helyezés     | Név                                       |
| ------------ | ----------------------------------------- |
| Miss World   | Svédország - Kiki Håkansson               |
| 2. helyezett | Egyesült Királyság - Laura Ellison-Davies |
| 3. helyezett | Egyesült Királyság - Doreen Dawne         |
| 4. helyezett | Hollandia - ismeretlen nevű               |
| 5. helyezett | Egyesült Királyság - Aileen P. Chase      |

## Versenyzők
A verseny résztvevőinek listája nem teljes. Korabeli tudósítások alapján 26 résztvevője volt, de csak 15-nek a neve ismert. A 26 versenyző közül öten voltak nem brit állampolgárok.
| Ország             | Versenyző neve                        |
| ------------------ | ------------------------------------- |
| Dánia              | Lily Jacobson                         |
| Franciaország      | Jacqueline Lemoine                    |
| Hollandia          | nem ismert                            |
| Svédország         | Kerstin "Kiki" Hakansson              |
| USA                | Annette Gibson                        |
| Egyesült Királyság | Laura Ellison-Davies                  |
| Egyesült Királyság | Doreen Dawne                          |
| Egyesült Királyság | Aileen P. Chase                       |
| Egyesült Királyság | Pat Cameron                           |
| Egyesült Királyság | Fay Cotton                            |
| Egyesült Királyság | Marlene Ann Dee                       |
| Egyesült Királyság | Brenda Mee                            |
| Egyesült Királyság | Elayne Pryce                          |
| Egyesült Királyság | Nina Way                              |
| Egyesült Királyság | Sidney Walker                         |
| Egyesült Királyság | Ann Rosemary West                     |
| Egyesült Királyság | további 11, ismeretlen nevű versenyző |

### Első részvétel
1951-ben az alábbi országok először vettek részt a versenyben:
- Dánia
- Franciaország
- Hollandia
- Egyesült Királyság
- Svédország
- USA

### Más versenyeken
Néhány versenyző más nemzetközi versenyeken is részt vett.
- Miss Universe 1952
  -  Egyesült Királyság Aileen P. Chase
- Miss World 1952
  -  Egyesült Királyság Marlene Ann Dee
- Miss Európa 1949
  -  Egyesült Királyság Elayne Pryce
- Miss Európa 1953
  -  Egyesült Királyság Marlene Ann Dee (2. helyezett)

## Külső hivatkozások
- Miss World hivatalos honlap
- GlobalBeauties.com
- Pageantopolis.com
- CriticalBeauty.com

- Miss World győztesek 1951-2013